# Pyrrhorachis exquisitata
Pyrrhorachis exquisitata là một loài bướm đêm trong họ Geometridae.